# Fruto Prohibido (banda)
Fruto Prohibido es un grupo de música rock, folk y blues chileno de los 1990's. Oriundos de Santiago de Chile y liderados por el vocalista Gastón Astorquiza. Con un trabajo inspirado en los grandes próceres roqueros y en el glam británico, Fruto Prohibido realizó un valioso aporte al circuito en vivo de la segunda mitad de los años '90, con presentaciones continuas y enérgicas cuya base de canciones quedó plasmada en tres álbumes.

## Integrantes
- Gastón Astorquiza, voz y guitarra (1995 - 2003).
- Ignacio Espinoza, guitarra (1995 - 2003).
- Esteban Espinosa, batería (1996 - 2001).
- Sebastián Maillard, bajo (1996).
- Federico Faure, bajo (1996 - 2001).
- Mauricio Melo, bajo (2001).
- Rodrigo Valdés, bajo (2001).
- Alfredo Bravo, batería (2001).
- Felipe Quiroz, batería (2001 - 2002).
- Felipe Cadenasso, guitarra (2000 - 2003).
- Gonzalo Planet, bajo (2002 - 2003).
- Felipe Claps, batería (2003).

## Historia
La banda se formó en 1995 con el cantante Gastón Astorquiza (ex Índice de Desempleo) y el guitarrista Ignacio Espinoza, dos músicos que ya venían trabajando juntos en el grupo Eléctrica y que serían el eje estable de la nueva banda hasta su disolución, ocho años más tarde. Como cuarteto, debutaron oficialmente en el Festival de Música Joven del Centro Cultural Balmaceda 1215, donde ganaron la posibilidad de grabar en los estudios del centro un demo de tres canciones. La tarea fue apoyada por Claudio Narea como productor.
Sus influencias claras eran grupos como The Kinks, T-Rex y los Rolling Stones; y la banda se impuso trabajar incesantemente en vivo para focalizar su energía en el escenario. Así, en julio de 1997 ya celebraban en La Batuta su centésima tocata. Buscando plasmar parte de ese recorrido, publicaron en 1998 el álbum Fruto Prohibido, un trabajo independiente que destacó los sencillos "Pa pa poing" y el pegajoso "Taxi", y que les permitió incluso figurar en la banda sonora de una teleserie (con el tema "Eres el centro"). Continuaron con un plan de recitales, y hacia fines de 1999 viajaron al sur de Chile junto a Elso Tumbay, para una gira en la que ofrecieron más de veinte presentaciones entre Santiago y Chiloé.

## Discografía
Álbumes de estudio
- Fruto Prohibido (1998)
- En el camino (2000)
- Sin tocar (2003)